# Frasni
A frasni a késő devon földtörténeti kor két korszaka közül az első, amely 382,7 ± 1,6 millió évvel ezelőtt (mya) kezdődött a középső devon kor giveti korszaka után, és 372,2 ± 1,6 mya ért véget a famenni korszak kezdetekor.
Nevét a belgiumi Frasnes-lez-Couvin faluról kapta. Az elnevezést Jean Baptiste Julien d'Omalius d'Halloy belga geológus vezette be a szakirodalomba 1862-ben.
A frasnit követően, a famenni korszak elején vette kezdetét a késő devon kihalási esemény néven ismert nagy kihalási hullám.

## Meghatározása
A Nemzetközi Rétegtani Bizottság meghatározása szerint a frasni emelet alapja (a korszak kezdete) a Ancyrodella rotundiloba konodontafaj megjelenésével kezdődik. Az emelet tetejét (a korszak végét) a 'Ancyrodella és az Ozarkodina konodonták, valamint a Gephuroceratidae és Beloceratidae ammoniteszek kihalása jelzi.